# Eugenia Smith

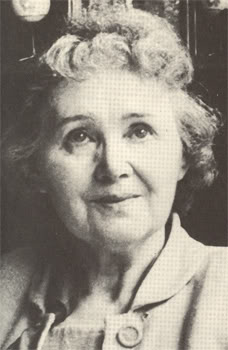

Eugenia Smith (* 25. Januar 1899 in der Bukowina; † 31. Januar 1997 in North Kingstown, auch bekannt als Eugenia Drabek Smetisko) war eine Betrügerin, die behauptete, die russische Großfürstin Anastasia Nikolajewna Romanowa, Tochter des letzten Zaren Nikolaus II., zu sein. Von den Personen, die sich als Mitglieder der Romanow-Familie ausgaben, erlangten nur sie und Anna Anderson eine nennenswerte Zahl an Unterstützern und einen größeren Bekanntheitsgrad.

## Leben
Eugenia Smith wurde im Herzogtum Bukowina (damals Kronland des österreichischen Kaiserstaates) geboren. Im Juli 1922 kam sie zum ersten Mal in die USA. Sie trat die Überfahrt aus Europa an Bord der SS Nieuw Amsterdam an und traf am 27. Juli 1922 in New York City ein. In der Passagierliste war sie als jugoslawische Staatsbürgerin und Ehefrau eines gewissen M. Smetisko aus Sisak eingetragen, sprach jedoch Deutsch, und als Reiseziel war Hamtramck, Michigan, angegeben. Eugenia Smetisko ließ sich zunächst in Chicago nieder, wo sie als Verkäuferin und Modistin arbeitete. Im Laufe der nächsten Jahre muss sie noch einmal nach Europa zurückgereist sein, denn am 23. September 1929 kam sie an Bord der SS De Grasse erneut in New York an. Aus den Dokumenten darüber geht auch hervor, dass sie am 4. April 1928 in Chicago, Illinois, ihre Einbürgerung in die USA beantragte.
Als einen der ersten Unterstützer, der an ihre Identität als Zarentochter glaubte, benennt Eugenia Smith im Vorwort ihrer Memoiren einen Mr. John Adams Chapman – wahrscheinlich ein erfolgreicher Geschäftsmann aus Chicago. Ihre tatkräftigsten Helferinnen waren die beiden Töchter des früheren Bundesrichters Christian Cecil Kohlsaat (1844–1918), mit denen sich Eugenia Smith anfreundete. Die jüngere Tochter, Helen Kohlsaat Wells (1881–1959) war für viele Jahre ihre engste Vertraute und half ihr ab 1930 dabei, den ersten Entwurf der „Memoiren“ aufzuzeichnen. Die ältere Tochter, Edith Kohlsaat, lebte in der Familienvilla am Lake Geneva in Wisconsin. Eugenia Smith war häufig bei ihr zu Gast und zog 1935 dauerhaft dort ein. Anfang der 1940er Jahre wurde sie als Dozentin in verschiedenen Frauenclubs in der Region Chicago bekannt. Als Eugenia Smetisko hielt sie Vorträge zu Themen wie Balkan und Dänemark und Russland heute und gestern, wobei sie sich als „russische Künstlerin und Reisende“ bezeichnete.
In dieser Zeit lernte Eugenia Smith wahrscheinlich auch die wohlhabende Witwe Marjorie Wilder Emery (1882–1967) kennen. 1945 verließ sie Edith Kohlsaats Haus und siedelte zu Mrs. Emery nach Elmhurst über.

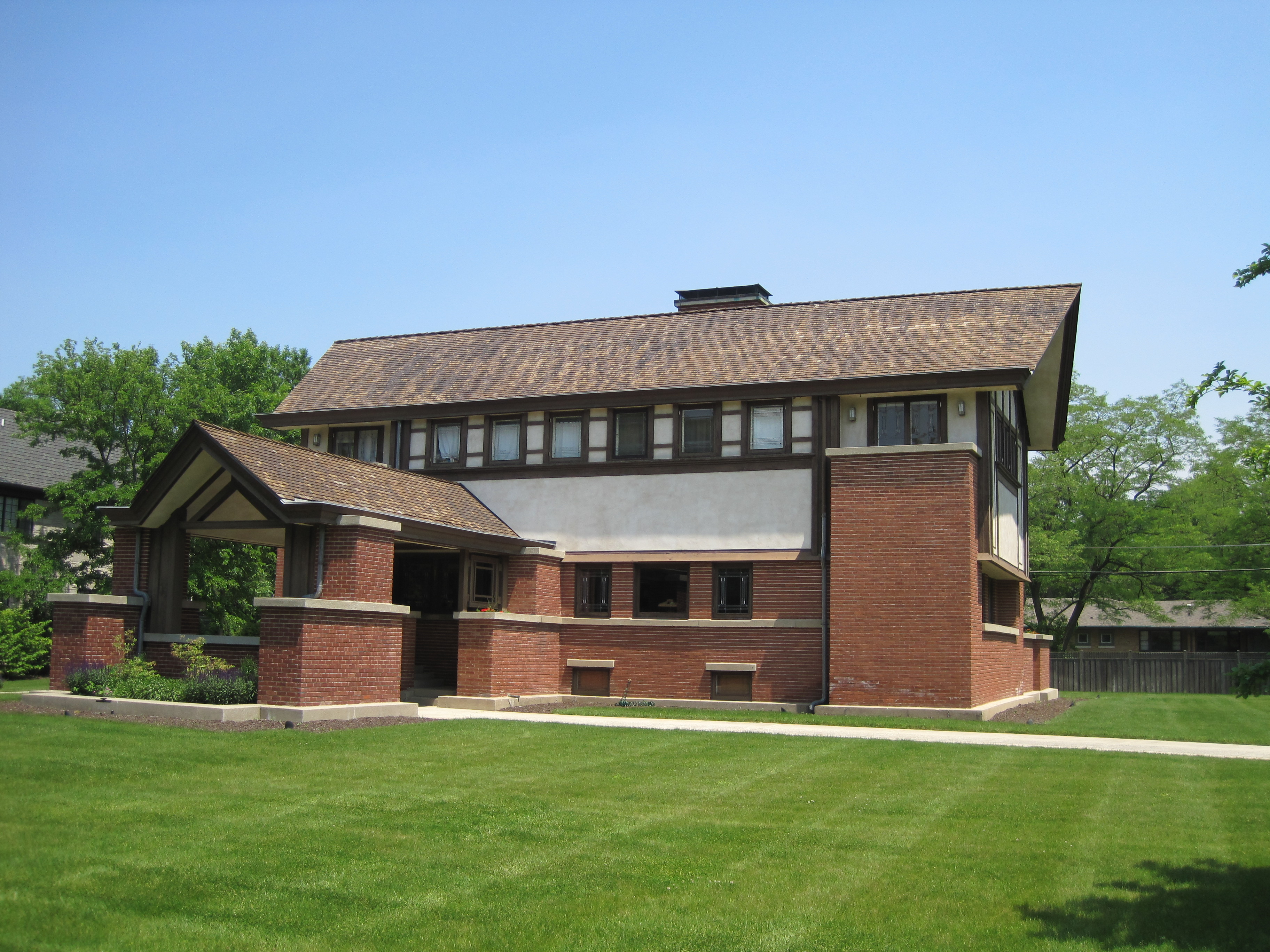
Das Haus von William H. Emery Jr. in Elmhurst, wo Eugenia Smith 1945 bis 1963 lebte

Auch ihre neue Gastgeberin war fest davon überzeugt, dass Eugenia Smith eine Tochter des Zaren sei, und feierte jedes Jahr ihren Geburtstag am Geburtsdatum von Großfürstin Anastasia, dem 18. Juni. Eugenia Smith arbeitete zwei Jahre lang in einem Silbergeschäft in der Michigan Avenue. Sie versuchte außerdem, in Mrs. Emerys Haus eine Parfümfirma zu gründen und war irritiert, als ihre Gastgeberin sich weigerte, in das Projekt zu investieren.
Während ihrer Zeit in Elmhurst wurde ein Mitglied der echten Romanow-Familie auf Eugenia Smith aufmerksam. Fürst Rostislaw (1902–1978), der seit den 1920er Jahren in Chicago lebte und bei einer Bank arbeitete, war ein Neffe von Zar Nikolaus II. und Cousin der echten Anastasia. Seine geschiedene Frau Alexandra, die frühere Prinzessin Galitzyn, hatte 1949 den Amerikaner Lester Armour geheiratet. Als sie erfuhr, dass Eugenia Smith in ihrer Nähe lebte, rief sie sie in Elmhurst an und lud sie zum Lunch ein. Dabei betonte sie, an der Gesellschaft werde auch ihr Ex-Ehemann teilnehmen, der darauf brenne, seine Cousine Anastasia zu sehen, mit der er als Kind gespielt habe. Mrs. Armour lud Eugenia Smith dreimal zum Lunch ein, diese lehnte jedoch alle Einladungen mit der Begründung ab, sie sei zu aufgeregt, um ihren Cousin und die „liebe Alecka“ zu treffen.
In den späten 1950er Jahren wurde Eugenia Smith dem Heimatforscher und Schriftsteller Edward Arpee (1899–1979) vorgestellt, den sie um Hilfe bei ihren Aufzeichnungen bat. Arpee mühte sich redlich, aber die Zusammenarbeit verlief für beide Seiten nicht befriedigend. Eugenia Smith fuhr fort, ihr Manuskript mit ihrer langjährigen Freundin Helen Kohlsaat Wells zu überarbeiten, bis diese 1959 starb.

## Veröffentlichung der „Memoiren“
Nach ihrem Umzug nach New York City im Juni 1963 begann Eugenia Smith, ihre Aufzeichnungen öffentlich zu machen. Sie präsentierte dem Verlag Robert Speller & Sons in New York ihr Manuskript, wobei sie zunächst angab, eine Freundin der Großherzogin Anastasia gewesen zu sein. Diese, so behauptete sie, hätte ihr vor ihrem Tod in New York 1918 sämtliche Aufzeichnungen, auf denen das Manuskript basierte, zur Verfügung gestellt. Die Rettung und Flucht der jüngsten Zarentochter schilderte sie folgendermaßen:
Beim Mord an der Zarenfamilie im Keller des Ipatiew-Hauses wurde Anastasia als einzige Überlebende nur verletzt und verlor das Bewusstsein. Später wurde sie von einer unbekannten Frau gerettet, die sie in einem nahe gelegenen Haus versteckte und gesundpflegte. Danach flüchtete Anastasia, begleitet von zwei Männern, von denen einer ein Soldat aus dem Ipatiew-Haus war. Ihre Reise, die mit dem Zug und zu Fuß vonstatten ging, führte durch die Städte Ufa, Bugulma, Simbirsk und Kursk, bevor sie Serbien erreichten. Die Memoiren endeten dort am 24. Oktober 1918.
Auf Nachfrage der Verleger änderte Eugenia Smith ihre Geschichte und behauptete nun, selbst Anastasia zu sein. Bevor sie über eine Veröffentlichung entschieden, kontaktierten die Spellers Gleb Botkin. Er war der Sohn von Jewgeni Sergejewitsch Botkin, dem Leibarzt der Zarenfamilie, der im Juli 1918 mit der Familie umgekommen war. Gleb Botkin kannte die echte Großfürstin Anastasia aus Kindertagen, was ihn aber nicht daran hinderte, die Ansprüche von Anna Anderson zu unterstützen, welche (ebenfalls zu Unrecht) behauptete, die jüngste Tochter des Zaren zu sein. Erwartungsgemäß äußerte sich Botkin skeptisch gegenüber dem Verleger. Um ihre Glaubwürdigkeit zu beweisen, forderten die Spellers Eugenia Smith auf, sich einem Lügendetektortest zu unterziehen. Dieser Test wurde von dem ehemaligen CIA-Agenten Cleve Backster durchgeführt. Nach 30-stündiger Befragung kam Backster zu dem Schluss, dass die Identität als Anastasia so gut wie sicher sei. Auf Gleb Botkin machte dies keinen Eindruck. Er erklärte, dass an dem Lügendetektor irgendwo eine Schraube locker gewesen sein müsste, und empfahl Robert Speller & Sons dringend, von einer Veröffentlichung abzusehen. Die Verleger entschieden jedoch anders, und das geringfügig veränderte Manuskript wurde Ende 1963 unter dem Titel ANASTASIA The Autobiography of H.I.H. The Grand Duchess Anastasia Nicholaevna of Russia publiziert.
Kurz vor der Veröffentlichung erschien im Life Magazin, dem damals meistgelesenen Wochenmagazin der USA, ein umfangreicher Beitrag über das Buch. Den Titel des Hefts vom 18. Oktober zierte ein großes Foto der Zarenfamilie, und die Schlagzeile dazu lautete: „Der Fall einer neuen Anastasia: Ist eine Dame aus Chicago die Tochter des Zaren?“ Im Heft wurde auf zehn Seiten über das Werk und seine Autorin berichtet; hinzu kamen die Ergebnisse der Lügendetektortests, eine Handschriftenanalyse und Vergleiche von Eugenia Smiths Gesichtszügen mit Fotografien der jugendlichen Anastasia durch einen Anthropologen. Die Fotos zeigten in der Tat eine überraschende Ähnlichkeit zwischen den Gesichtern. Auch kritische Stellungnahmen waren abgedruckt, und zwar von Fürstin Nina Chavchavadze und Gleb Botkins Schwester Tatiana Melnik. Nina Chavchavadze, die als 13-jährige mit Anastasia gespielt hatte, besuchte Eugenia Smith und kam zu der Auffassung, dass es sich um eine Schwindlerin handelte. Tatiana Melnik las die „Memoiren“ und stellte eine zwanzigseitige Liste von inhaltlichen Fehlern zusammen. Das Life Magazin selbst recherchierte die Namen, die in Eugenia Smith’ Einwanderungspapieren aufgeführt waren, und machte einen Kroaten ausfindig, der Marijan Smetisko hieß. Dieser gab an, er habe nie eine Frau namens Eugenia gekannt und sei auch nie mit einer anderen als seiner jetzigen Frau verheiratet gewesen.

## Zusammentreffen mit dem angeblichen Bruder
Wenige Wochen nach dem Artikel im Life Magazine wurden die Verleger von Michał Goleniewski kontaktiert, einem polnischen Armeeoffizier und Spion, der 1961 in den Westen übergelaufen war und seitdem für die CIA arbeitete. Goleniewski hatte bei seinem Antrag auf Einbürgerung in die USA plötzlich behauptet, er sei Großfürst Alexej Nikolajewitsch Romanow, der russische Thronfolger. Goleniewski gab an, der gesamten Zarenfamilie sei 1918 die Flucht nach Polen gelungen. Alle vier Töchter seien (1963) noch am Leben. Dass er selbst deutlich jünger war als Zarewitsch Alexej (Alexej war 1904 geboren, Goleniewski 1922), erklärte Goleniewski durch seine ererbte Hämophilie, die angeblich zu einer Wachstumsverschiebung geführt hätte. Am 31. Dezember 1963 kam im New Yorker Büro von Robert Speller & Sons zu einer leibhaftigen Begegnung von Eugenia Smith und Michał Goleniewski. Beide beteuerten unter Tränen, sich als Geschwister zu erkennen. Auf dieses Treffen folgten zwei weitere, bis ihre Verleger Eugenia Smith darauf aufmerksam machten, dass ihre Behauptung, den Mord als einziges Familienmitglied überlebt zu haben, Goleniewskis Version widersprach. Ihn als leiblichen Bruder anzuerkennen, hätte bedeutet, eine Lüge zuzugeben, weshalb Eugenia Smith den Kontakt abbrach.

## Späteres Leben und Tod
Anfang der 1970er Jahre zog Eugenia Smith nach Newport, Rhode Island. Sie gründete die St Nicholas House Foundation, eine gemeinnützige Organisation, um in den USA ein Museum für russische Kunst und Geschichte zu errichten. In ihren späteren Jahren soll Eugenia Smith ihre Identität als Zarentochter nicht mehr thematisiert haben.
Im Juli 1991 fand die Exhumierung der sterblichen Überreste der Zarenfamilie statt, bei der neun Personen gefunden wurden. Mittels DNA-Analyse konnten 1993 eindeutig bewiesen werden, dass es sich um die in der Nacht von 16. auf 17. Juli 1918 Ermordeten handelte. Von noch lebenden Verwandten (zum Beispiel von Prinz Philip Mountbatten) wurden Blutproben genommen, mit deren Hilfe die Zarin und zwei Töchter identifiziert wurden. Da jedoch in dem Grab zwei Leichen fehlten, die von Alexej und einer seiner Schwestern (Maria oder Anastasia), verstummten die Gerüchte über ein mögliches Überleben eines Familienmitgliedes nicht. Auch Eugenia Smith wurde gefragt, ob sie eine Blutprobe für die DNA-Analyse zur Verfügung stellen würde; aber sie lehnte ab. Dass sie nicht Anastasia gewesen sein konnte, erwies sich 2007, als die Leichen der letzten beiden Zarenkinder gefunden und 2009 zweifelsfrei identifiziert wurden.
Eugenia Smith starb am 31. Januar 1997 im Lafayette Nursing Home in North Kingstown. Sie wurde auf dem Friedhof des orthodoxen Klosters der Heiligen Dreifaltigkeit in Jordanville, New York, unter dem Namen Evgenia Smetisko beigesetzt. Auf ihrem Grabstein steht als Geburtsdatum der 18. Juni 1901 – das Geburtsdatum der echten Anastasia.

## Anastasia Again?
Im April 2014 erschien die englische Übersetzung des erstmals 1929 veröffentlichten Buches „La Fausse Ansastasie“ von Pierre Gillard und Constantin Savitch. Gillard, der Französischlehrer der Zarenkinder gewesen war, hatte in seinem Buch alle Belege zusammengefasst, die bewiesen, dass die gesamte Zarenfamilie im Juli 1918 ermordet worden und Anna Anderson, die sich als Anastasia ausgab, die polnische Fabrikarbeiterin Franziska Schanzkowska war. Herausgeber und Übersetzer der englischen Ausgabe von 2014 war Edgar Anthony Lucidi, ein Augenarzt aus Californien, der seine eigenen Motive für die Neuauflage hatte. Er selbst war nämlich überzeugt, dass Eugenia Smith die echte Anastasia war. Deshalb fügte er seiner Übersetzung der Originalausgabe und den Abbildungen von 1929 mehrere Fotos von Eugenia Smith (Bildunterschrift: Dr. Lucidi with Anastasia in her home) hinzu. Gillards Dokumente hielt Luicidi offenbar nur in Bezug auf die Entlarvung von Anna Anderson für glaubwürdig. Eine Originalaufnahme der jüngsten Zarentochter aus dem Jahr 1914 untertitelte er nämlich mit folgendem Text: „Russian Grand Duchess Anastasia Nickolaievna Romanov (1901-1997) at age 13 – the fourth daughter of Tsar Nicholas II (1868-1952) and his wife, Alexandra Feodorovna Romanov (1872-1924)“
Am 25. Mai 2014 wurde in Jordanville eine Ausstellung im Museum für Russische Geschichte eröffnet. Ein Teil der Ausstellungsstücke waren Besitztümer der Zarenfamilie, die aus der privaten Sammlung von Eugenia Smith stammten. Einige Objekte (Gemälde und Stickereien) wurden nicht ausgestellt, sondern von John Froebel-Parker erworben. Froebel-Parker, der ein direkter Nachkomme des Bruders von Friedrich Fröbel, dem Pädagogen und Gründer des ersten Kindergartens ist, lebt in den USA und betätigt sich als Publizist und Ahnenforscher. Er vertritt bis heute die These, dass es sich bei Eugenia Smith um die echte Anastasia handelte. Als Beleg führt er zum Beispiel an, dass Eugenia Smith im hohen Alter künstlerisch tätig war (Anastasia Romanowa hatte als Kind Malunterricht). Ihre Gemälde stellten Szenen aus Russland dar, und ihre Stickereien signierte Eugenia Smith mit den Buchstaben OTMA, die den Anfangsbuchstaben der Töchter des Zaren entsprechen: Olga, Tatjana, Maria, Anastasia. 2018 veröffentlichte Froebel-Parker im Selbstverlag ein 306 Seiten umfassendes Buch mit dem Titel Anastasia Again: The Hidden Secret of the Romanovs. Um seine Theorie zu untermauern, ließ er Fotos von Eugenia Smith durch einen Experten für Gesichtserkennungstechnologie mit Hilfe computergestützter 3-D-Animation mit Fotos von Anastasia Romanowa vergleichen. Froebel-Parker glaubt, dass ein DNA-Test der Überreste von Eugenia Smith, der in Russland durchgeführt werden könnte, die Frage der möglichen Identität von Eugenia Smith und Anastasia Romanova lösen und „endlich die Wahrheit über dieses Rätsel liefern“ könnte.